# Ottawa Nationals
Gli Ottawa Nationals sono stati una squadra di hockey su ghiaccio della World Hockey Association con sede nella capitale del Canada, Ottawa. Nacquero nel 1972 e si sciolsero nel 1973, disputarono i loro incontri casalinghi presso l'Ottawa Civic Centre.

## Storia
Al momento della sua nascita la WHA aveva garantito la presenza di una formazione nella provincia dell'Ontario senza però specificare la città nella quale avrebbe giocato. Furono considerate come opzioni Toronto presso il Maple Leaf Gardens e la città di Hamilton, ma alla vince venne scelta la città di Ottawa.
Come allenatore fu scelto Hinky Harris mentre in campo la squadra fu guidata da Wayne Carleton, il quale concluse la stagione regolare con 92 punti con 42 reti e 50 assist. Purtroppo per i dirigenti della squadra l'Ottawa Civic Centre non riuscì quasi mai a riempirsi di spettatori, raggiungendo solo una media di 3.000 tifosi a gara. Prima della fine della stagione la città di Ottawa chiese alla squadra un pagamento di 100.000 dollari per assicurare la presenza anche per la stagione 1973-74.
I Nationals scelsero di abbandonare Ottawa e si trasferirono a Toronto per disputare i playoff. La squadra cambiò temporaneamente il nome Ontario Nationals e perse i quarti di finale contro i New England Whalers. Al termine dell'anno la franchigia fu venduta all'imprenditore John F. Bassett e trasferita su base permanente a Toronto con la nuova denominazione Toronto Toros.

## Record stagione per stagione
| Ottawa Nationals |         |    |    |    |   |    |     |     |    |                                  |
| 1972-73          | Eastern | 78 | 35 | 39 | 4 | 74 | 279 | 301 | 4° | perde 1º turno (New England) 1-4 |

## Record della franchigia

### Carriera
Gol: 42  Wayne Carleton
Assist: 49  Wayne Carleton
Punti: 91  Wayne Carleton
Minuti di penalità: 121  Richard Cunningham
Vittorie: 25  Gilles Gratton
Partite giocate: 78  Gavin Kirk, Bob Charlebois, Richard Cunningham